# Athimarapatti
Athimarapatti es una ciudad censal situada en el distrito de Thoothukudi en el estado de Tamil Nadu (India). Su población es de 22218 habitantes (2011). Se encuentra a 11 km de Thoothukudi y a 49 km de Tirunelveli.

## Demografía
Según el censo de 2011 la población de Athimarapatti era de 22218 habitantes, de los cuales 11081 eran hombres y 11137 eran mujeres. Athimarapatti tiene una tasa media de alfabetización del 86,36%, superior a la media estatal del 80,09%: la alfabetización masculina es del 90,75%, y la alfabetización femenina del 82%.